# La Dernière Colline
La Dernière Colline est un roman de Régine Deforges paru en 1996. Il est le sixième tome de la saga commencée avec La Bicyclette bleue.

## Résumé
Après s'être enfin retrouvés, Léa et François Tavernier rentrent d'Indochine. François fait son rapport au nouveau Président du Conseil Georges Bidault. Après la naissance de sa fille Camille, René Pleven le nouveau président du Conseil le charge de retourner en Indochine pour assister le général de Lattre.
Léa oblige François à l'emmener elle, ses enfants et Charles. Ils logent dans un quartier agréable de Saigon. Mais dès le début, l'absence de François se fait sentir. Celui-ci est très pris par le général de Lattre qui veut un civil à ses côtés. Léa elle-même va être parachutée pour rencontrer Hô-Chi-Minh, avant de retrouver enfin ses enfants et de pouvoir rentrer à Montillac. De retour à Saigon, Léa entretient une relation avec Kien. Après avoir passé à nouveau quelques mois en France, elle revient en Indochine et embarque sur le Rafale, ce train blindé historique, où elle se fait prendre en embuscade. Elle est laissée pour morte après avoir vu le massacre d'un village de lépreux par l'armée française, puis le saccage d'un temple par des légionnaires commandé par un nazi.
François et Kien organisent avec un groupe d'amis une expédition pour retrouver la femme de leurs vies. A la première occasion, Kien fausse compagnie au groupe avec ses acolytes. Il va retrouver Léa dans un camp Việt Minh et l'emmener à Hong Kong. Croyant à la mort de Léa, François part pour Ðiện Biên Phủ où il verra tomber la dernière colline.